# Phragmatobia placida
Phragmatobia placida là một loài bướm đêm thuộc phân họ Arctiinae, họ Erebidae.